# نورث ردینگتون بیچ (فلوریدا)
نورث ردینگتون بیچ (به انگلیسی: North Redington Beach) شهرکی در شهرستان پاینلاس ایالت فلوریدا است که در سال ۱۹۵۳ بنیان‌گذاری شده‌است. این شهرک طبق سرشماری سال ۲۰۱۰ میلادی، ۱٬۴۷۴ نفر جمعیت داشته و مساحت آن نیز ۲٫۷ کیلومتر مربع است.